# الخطوط الجوية التايلندية الدولية الرحلة 114
رحلة الخطوط الجوية التايلندية الدولية رقم 114، وهي طائرة بوينغ 737-400 تابعة للخطوط الجوية التايلندية الدولية ومتجهة إلى شيانغ ماي من مطار دون موينغ الدولي في بانكوك، دُمرت بسبب انفجار في خزان الوقود الوسطي نجم عن اشتعال خليط الوقود والهواء القابل للاشتعال داخل الخزان، بينما كانت الطائرة متوقفة على الأرض قبل صعود الركاب في 3 مارس 2001. لم يُحدد مصدر طاقة الاشتعال بدقة، لكن المرجح أنه جاء من انفجار ناتج عن مضخة خزان الوقود الوسطي نتيجة تشغيل المضخة في وجود رقائق معدنية وخليط الوقود والهواء. لقي أحد المضيفين حتفه بعد أن أصيب بإعاقة نتيجة إصابة دماغية رضحية ناجمة عن الانفجار.
تضمنت قائمة الركاب العديد من كبار الشخصيات الحكومية، بمن فيهم رئيس الوزراء تاكسين شيناواترا وابنه بانتونغتاي. لم يكن أي من الركاب قد صعد إلى الطائرة بعد؛ كان على متن الطائرة وقت الانفجار عدد قليل فقط من أفراد الطاقم.

## خلفية
كانت الطائرة المتورطة في الحادث من طراز بوينغ 737-400 عمرها تسع سنوات، سُلّمت إلى الخطوط الجوية التايلاندية الدولية عام 1991. سُجّلت الطائرة تحت اسم HS-TDC واسمها ناراثيوات. كانت تعمل بمحركين من طراز سي اف ام الدولية CFM56-3C1. تشير السجلات التايلاندية إلى أنها كانت قد سجلت 21,006 ساعات طيران.:4  كانت الطائرة واحدة من إحدى عشرة طائرة بوينغ 737-400 ضمن أسطول الشركة وقت وقوع الحادث. وقد حلقت HS-TDC أربع مرات يوم الحادث قبل الانفجار.:4
كان على متن الطائرة خمسة من أفراد طاقم الضيافة التابع لشركة الطيران وقت وقوع الحادث يُجهّزون المقصورة للرحلة؛ وكان مشرف مراقبة الحمولة موجودًا أيضًا داخل المقصورة. وكان اثنان من مُحمّلي الأمتعة داخل حجرة الشحن الخلفية وقد حمّلا جميع أمتعة الركاب في الطائرة وقت وقوع الحادث.:4

## آثار الحادثة
في أبريل 2001 أعادت بوينغ إصدار توصياتها لمشغلي طائرات بوينغ 737 بعدم تشغيل مضخات الوقود عندما يكون وزن الوقود في ناقل الحركة أقل من 453 كجم (999 رطل). وفي وقت لاحق من ذلك الشهر أصدرت إدارة الطيران الفيدرالية (FAA) توجيهًا بشأن صلاحية الطيران لشركات الطيران الأمريكية بشأن نفس المشكلة. في عام 2004 أعلنت إدارة الطيران الفيدرالية عن نيتها إلزام طائرات الركاب بتزويدها بأنظمة تخميد ضخ النيتروجين في خزانات الوقود لتقليل كمية الأكسجين وتقليل قابلية اشتعال أبخرة الوقود داخل خزانات وقود الطائرات. في عام 2008 فرضت إدارة الطيران الفيدرالية على جميع طائرات الركاب المصنعة بعد عام 1991 تركيب نظام تخميد للوقود.